# Dicranomyia (Dicranomyia) gubernatoria
Dicranomyia (Dicranomyia) gubernatoria is een tweevleugelige uit de familie steltmuggen (Limoniidae). De soort komt voor in het Australaziatisch gebied.